# Riddick - Bătălia începe
Riddick - Bătălia începe (engleză: The Chronicles of Riddick) este un film epic științifico-fantastic american din 2004 care prezintă aventurile lui Richard B. Riddick în timp ce încearcă să scape din captivitate după evenimentele descrise în filmul din 2000 Întuneric total (Pitch Black). În film sunt prezentate detaliat întâlnirea lui Riddick cu Jack si Imam, fuga de pe planeta-închisoare Crematoria și lupta lui cu flota Necromonger. Regizat de David Twohy (Pitch Black), în film joacă Vin Diesel (rolul titular, de asemenea co-producător), Karl Urban, Alexa Davalos, Thandie Newton, Colm Feore, Judi Dench și Keith David.
Dupa lansarea filmului, The Chronicles of Riddick a devenit nume de brand al unei serii.
Filmul de animație The Chronicles of Riddick: Dark Fury (2005) este situat cronologic între Pitch Black și The Chronicles of Riddick, servind ca o tranziție între plecarea de pe „planeta întunecată” M6-117 și sosirea lui Riddick pe UV 6. 

## Actori
| Actor                 | Personaj                  |  |
| --------------------- | ------------------------- |  |
| Vin Diesel            | Riddick                   |  |
| Colm Feore            | Lord Marshal              |  |
| Thandie Newton        | Dame Vaako                |  |
| Judi Dench            | Aereon                    |  |
| Karl Urban            | Vaako                     |  |
| Alexa Davalos         | Kyra                      |  |
| Linus Roache          | Purifier                  |  |
| Yorick van Wageningen | The Guv                   |  |
| Nick Chinlund         | Toombs                    |  |
| Keith David           | Imam                      |  |
| Mark Gibbon           | Irgun                     |  |
| Roger R. Cross        | Toal                      |  |
| Terry Chen            | Merc Pilot                |  |
| Christina Cox         | Eve Logan                 |  |
| Nigel Vonas           | Merc                      |  |
| Shawn Reis            | Merc                      |  |
| Fabian Gujral         | Merc                      |  |
| Ty Olsson             | Merc                      |  |
| Peter Williams        | Convict                   |  |
| Darcy Laurie          | Convict                   |  |
| John Mann             | Convict                   |  |
| Adrien Dorval         | Convict                   |  |
| Alexander Kalugin     | Slam Boss                 |  |
| Douglas Arthurs       | Slam Guard                |  |
| Vitaly Kravchenko     | Slam Guard                |  |
| Ron Selmour           | Slam Guard                |  |
| Raoul Ganeev          | Slam Guard                |  |
| Mark Acheson          | Slam Guard                |  |
| Shohan Felber         | Slam Guard                |  |
| Ben Cotton            | Slam Guard                |  |
| Kimberly Hawthorne    | Lajjun                    |  |
| Alexis Llewellyn      | Ziza                      |  |
| Charles Zuckermann    | Scales                    |  |
| Andy Thompson         | Scalp Taker               |  |
| Cedric De Souza       | Black Robed/Meccan Cleric |  |
| Ahmad Sharmrou        | Black Robed Cleric        |  |
| Stefano Colacitti     | Black Robed Cleric        |  |
| Mina E. Mina          | Coptic Cleric             |  |
| John Prowse           | Bump Pilot                |  |
| Lorena Gale           | Defense Minister          |  |
| Christopher Heyerdahl | Helion Politico           |  |
| Rob Daly              | Helion Politico           |  |
| Michasha Armstrong    | Lead Meccan Officer       |  |
| Aaron Douglas         | Young Meccan Soldier      |  |
| Colin Corrigan        | Vault Officer             |  |